# Gonzalo Guerrero
Gonzalo Guerrero (zm. 1536) – hiszpański marynarz i konkwistador, który zasymilował się z Majami.

## Historia
Brak wiadomości o jego młodości, wiadomo jedynie, że pochodził z Palos de la Frontera. Nie wiadomo, kiedy dotarł do Ameryki. Jego znane losy zaczynają się w 1511 roku, gdy znalazł się w załodze okrętu wysłanego z kolonii na przesmyku Darién do Santo Domingo. Celem wyprawy była prośba do gubernatora Diego Kolumba o rozsądzenie sporu między Diego de Nicuesa i Vasco Núñezem de Balboa. Okręt rozbił się nieopodal wybrzeży Jamajki, a około 20 rozbitków przez 13 dni płynęło na szalupie, którą prądy znosiły na zachód. Szalupa przybiła do Isla Mujeres, gdzie ocalałych rozbitków pojmali Majowie. Część z nich została złożona w ofierze, część zbiegła, a część została niewolnikami.
Późniejsze relacje wspominają dwóch Hiszpanów, Jerónima de Aguilara i Gonzala Guerrero. Mieli oni być zmuszeni do udziału w wojnie przeciwko innym plemionom Majów. W uznaniu męstwa i zasług Geurrero został mianowany wodzem (nakomem) i otrzymał ofertę poślubienia córki jednego z dostojników. Guerrero poddał się ceremonii inicjacji (caputzihil), wytatuował ciało i przekłuł uszy.
Wieści o hiszpańskich jeńcach Majów trafiły na Kubę wraz z wracającymi uczestnikami kolejnych nieudanych wypraw na Jukatan pod wodzą Francisca Hernándeza de Córdoby i Juana de Grijalvy. Kolejny konkwistador, Hernán Cortés, po przybyciu na Jukatan rozesłał wysłanników z listem wzywającym pozostających u Indian Hiszpanów do stawienia się w swoich szeregach. Na wezwanie odpowiedział Jerónimo de Aguilar, który poinformował Cortesa, że Guerrero wybrał życie pośród Majów.
W następnych latach kronikarze opisujący podboje Hiszpanów w Ameryce czynili Guerrero czarnym bohaterem swoich historii, potępiając jego wybór oraz przypisując mu działanie na szkodę Hiszpanii poprzez przekazywanie Majom tajemnic wojskowych hiszpańskich oddziałów. Bernal Díaz del Castillo przypisuje mu namówienie Indian do ataku na oddział de Córdoby oraz wyjawienie, że koń i jeździec nie stanowią jednej istoty oraz że Hiszpanie nie są wysłannikami bogów ani bogami i są śmiertelni.
W 1527 roku Guerrero kierował majańską obroną Jukatanu przez oddziałami Francisco de Montejo. Gdy oddziały hiszpańskie zostały podzielone, do dowódców obu części przekazał pogłoski o wybiciu drugiego z oddziałów, w efekcie oba rozpoczęły paniczny odwrót na wybrzeże.
Po raz ostatni Guerrero jest wspominany w 1536 roku. Poległ w bitwie z Hiszpanami walcząc przeciw oddziałom Lorenza de Godoy.
Przez długi czas Guerrero był w Hiszpanii uznawany za zdrajcę, a później przez wieki był zapomniany. Pod koniec XX wieku jego postać zaczęto przypominać jako symbol porozumienia narodów. Guerrero jest natomiast bohaterem w Meksyku, fresk z jego podobizną znajduje się mieście Chetumal w stanie Quintana Roo, którego obroną kierował w 1527 roku.